# Сняти (Великопольське воєводство)
Сняти (пол. Śniaty) — село в Польщі, у гміні Веліхово Ґродзиського повіту Великопольського воєводства.
Населення — 641 особа (2011).
У 1975-1998 роках село належало до Познанського воєводства.

## Демографія
Демографічна структура станом на 31 березня 2011 року:
|          | Загалом | Допрацездатний вік | Працездатний вік | Постпрацездатний вік |
| -------- | ------- | ------------------ | ---------------- | -------------------- |
| Чоловіки | 339     | 87                 | 220              | 32                   |
| Жінки    | 302     | 65                 | 175              | 62                   |
| Разом    | 641     | 152                | 395              | 94                   |